# Silvia Salis
Silvia Salis (Genova, 17 settembre 1985) è una dirigente sportiva, ex martellista e politica italiana, dal 26 maggio 2025 sindaca di Genova e dell'omonima città metropolitana.
Nel corso della sua carriera sportiva ha vinto dieci titoli italiani, formando con Clarissa Claretti ed Ester Balassini un trio di atlete italiane specialiste del martello, in grado di competere a livello europeo.
È dal 2021 vicepresidente vicaria del CONI.

## Biografia

### Gli inizi, primi titoli italiani giovanili e rassegne internazionali giovanili
Nata a Genova, dov'è cresciuta in una famiglia residente nel quartiere Sturla; il padre Eugenio, originario di Sorso e morto nel febbraio 2025, era stato custode dell'impianto genovese di Villa Gentile, nonché militante del Partito Comunista Italiano, mentre la madre aveva lavorato come dipendente comunale. Ha iniziato a praticare atletica leggera nel 1993 quando aveva 8 anni.
Viene scoperta ai lanci dal tecnico Valter Superina, ex martellista che l'ha poi allenata per molti anni.
Ai campionati italiani allieve 2001 è vicecampionessa agli invernali di lanci per poi vincere il titolo nazionale di categoria.
Partecipa ai Mondiali allieve in Ungheria a Debrecen dove non supera la qualificazione.
Nel 2002 vince due medaglie ai campionati italiani allieve: oro agli invernali di lanci e argento di categoria; ottiene invece il quinto posto agli assoluti di Viareggio.
Nel biennio 2003-2004 vince tre titoli nazionali juniores: due italiani invernali di lanci e uno di categoria.
Tra il 2002 e il 2005 gareggia alle seguenti competizioni: Gymnasiadi a Caen in Francia (7º posto), Europei juniores in Finlandia a Tampere (10º posto), Mondiali juniores in Italia a Grosseto (12º posto) e Europei under 23 ad Erfurt in Germania (13º posto).
Tra il 2005 e il 2007 vince 12 medaglie, di cui 5 d'oro (per altrettanti titoli italiani) da promessa: nel 2005, due titoli promesse (invernali di lanci e di categoria) e altrettanti bronzi (assoluti invernali e assoluti); nel 2006, due medaglie di bronzo (assoluti invernali e assoluti) e un titolo promesse agli invernali di lanci (era iscritta agli italiani promesse, ma non ha gareggiato); nel 2007, due titoli promesse (invernali di lanci e di categoria), due medaglie d'argento (universitari e assoluti) e una di bronzo (assoluti invernali).

### Esordio nella Nazionale assoluta e le olimpiadi cinesi
Salis esordisce con la Nazionale assoluta agli Europei di Göteborg in Svezia nel 2006, non riuscendo a raggiungere la finale.
Nel 2007 ottiene il quarto posto agli Europei under 23 a Debrecen in Ungheria e il nono piazzamento alle Universiadi thailandesi di Bangkok.
Nel 2008 vince due medaglie d'argento (invernali e assoluti) e una d'oro (universitari) ai campionati italiani.
Nello stesso anno a Spalato ottiene il settimo posto in occasione della Coppa Europa invernale di lanci, mentre si posiziona quinta ad Annecy in Francia in occasione dell'ultima edizione della Coppa Europa (sostituita l'anno dopo dall'Europeo per nazioni). Nello stesso anno arrivano i risultati oltre i 70 metri, ma anche la parziale delusione alle Olimpiadi di Pechino dove non riesce a esprimersi ai massimi livelli.

### Oro ai Giochi del Mediterraneo e i primi titoli assoluti
Nel 2009 Salis conquista due titoli nazionali (invernali di lanci ed universitari) ed è vicecampionessa agli assoluti.
A marzo raggiunge il terzo posto nella Coppa Europa invernale di lanci disputatasi alle Canarie (Spagna) a Los Realejos con la misura di 71,77 m, per poi ottenere la vittoria ai Giochi del Mediterraneo disputatisi a Pescara. Sempre nel 2009 è quinta alle Universiadi di Belgrado in Serbia mentre non raggiunge la finale ai Mondiali tedeschi di Berlino.
Nel biennio 2010-2011 ottiene due doppiette ai campionati italiani invernali ed assoluti.
Agli Europei in Spagna a Barcellona nel 2010 giunge settima; lo stesso anno, è argento ad Arles in Francia nella Coppa Europa invernale di lanci.
Il 2011 si apre con l'attuale personale di 71,93 m ottenuto il 17 maggio al 10º Gran Prix Lanci di Savona, misura che è anche la sesta migliore di sempre in Italia. Nel corso della stagione ottiene poi un sesto posto a Sofia in Bulgaria in occasione della Coppa Europa invernale di lanci ed un'ottava posizione in Svezia a Stoccolma per l'Europeo per nazioni. Ai Mondiali coreani di Taegu è ottava.

### Olimpiadi di Londra 2012, gli Europei per nazioni ed il decimo titolo assoluto
Nel 2012 Salis conquista una tripletta di titoli nazionali: invernali, universitari ed assoluti.
Amara invece l'intera stagione sportiva internazionale: inizia con un nono posto ad Antivari in Montenegro per la Coppa Europa invernale di lanci, prosegue agli Europei di Helsinki in Finlandia in qualificazione non effettua neanche un lancio valido e quindi resta senza misura, poi partecipa ai Giochi olimpici di Londra, dove però non riesce a superare la fase di qualificazione, commettendo due nulli e realizzando un solo lancio valido, nel quale l'attrezzo urta la gabbia atterrando a soli 10,84 metri di distanza.
A Gateshead in Gran Bretagna nel 2013 è settima nell'Europeo per nazioni.
Nel 2014 conquista un altro titolo italiano agli invernali di lanci, confermato nel 2015.
Nel corso dell'anno Salis si piazza al quarto posto nella Coppa Europa invernale di lanci in Portogallo a Leiria e al quinto all'Europeo per nazioni in Germania a Braunschweig. L'anno successivo ottiene il settimo posto nella Coppa Europa invernale di lanci a Leiria in Portogallo. Il 2015 si conclude con il titolo agli assoluti di Torino (il 10º complessivo, 4 outdoor e 6 indoor).

### Attività da dirigente sportiva
Lasciata l'attività agonistica per un infortunio nell'aprile 2016, Salis è divenuta dirigente della squadra per la quale gareggiava, le Fiamme Azzurre.
Il 6 novembre 2016 viene eletta nel Consiglio Federale della FIDAL, mentre nel 2017 viene eletta nel Consiglio Nazionale del Comitato Olimpico Nazionale Italiano (CONI), di cui a maggio 2021 è stata eletta vicepresidente vicaria del CONI.
Nel 2018 consegue la laurea in scienze politiche all'Università degli Studi Link.

### Attività politica

Salis durante la campagna elettorale delle elezioni amministrative del 2025 a Genova

In vista delle elezioni amministrative del 2025, il 17 febbraio Salis viene candidata dalla coalizione di centro-sinistra a sindaca di Genova, sostenuta da Partito Democratico, Movimento 5 Stelle, Alleanza Verdi e Sinistra e dalle liste civiche Silvia Salis Sindaca (che include candidati di Linea Condivisa e Volt Italia) e Riformiamo Genova (che include candidati di +Europa, Azione, Italia Viva e DemoS). Viene eletta sindaca al primo turno con il 51,6% delle preferenze, sconfiggendo il candidato del centro-destra, nonché vicesindaco facente funzioni uscente, Pietro Piciocchi (44,2%); Diventando così la seconda donna a ricoprire tale carica dopo Marta Vincenzi (2007-2012) e riportando il  centro-sinistra  alla guida di Genova dopo sette anni. 
Con la formazione della sua giunta comunale, Salis ha tenuto per sé le deleghe a Organi istituzionali, Comunicazione, Sport e Impianti sportivi, Grandi eventi, Relazioni internazionali, Sponsor e Fondazioni bancarie, Animali e Salute dei cittadini e Politiche per i giovani.

## Vita privata
A novembre 2020 si è sposata con il regista Fausto Brizzi, da cui ha avuto il figlio Eugenio (2023).

## Record
- Tra le atlete italiane specialiste nel lancio del martello, con 10 titoli nazionali vinti tra invernali ed assoluti, è seconda soltanto ad Ester Balassini (prima con 15).
- In carriera ha vinto 22 titoli italiani: 10 seniores (6 invernali + 4 assoluti), 3 universitari e 10 giovanili.
- In quanto a titoli italiani vinti nell'arco della stessa stagione sportiva, ha realizzato sei doppiette (2003, 2005, 2007, 2009, 2010, 2011) ed una tripletta (2012).
- Detiene 2 delle 20 migliori prestazioni italiane femminili all time nel lancio del martello; le restanti sono suddivise tra la primatista italiana Ester Balassini 10 e Clarissa Claretti 8).[8]
- Dal 2010 al 2015 risulta imbattuta nei vari campionati italiani disputati (10 titoli vinti in altrettante finali disputate).

## Progressione

### Lancio del martello
| Stagione | Misura  | Luogo                    | Data      | Rank. Mond. |
| -------- | ------- | ------------------------ | --------- | ----------- |
| 2015     | 70,42 m | Rieti                    | 15-6-2015 |             |
| 2014     | 70,48 m | Lucca                    | 22-2-2014 |             |
| 2013     | 69,68 m | Halle                    | 25-5-2013 | 40ª         |
| 2012     | 70,20 m | Lucca                    | 25-2-2012 | 45ª         |
| 2011     | 71,93 m | Savona                   | 18-5-2011 | 15ª         |
| 2010     | 71,25 m | San Benedetto del Tronto | 7-3-2010  | 18ª         |
| 2009     | 71,77 m | Los Realejos             | 14-3-2009 | 19ª         |
| 2008     | 70,42 m | Savona                   | 8-7-2008  | 30ª         |
| 2007     | 66,19 m | Padova                   | 27-7-2007 | 78ª         |
| 2006     | 65,61 m | Genova                   | 20-5-2006 | 68ª         |
| 2005     | 64,96 m | Padova                   | 2-7-2005  | 75ª         |
| 2004     | 61,70 m | Ascoli Piceno            | 28-2-2004 | 136ª        |
| 2003     | 58,24 m | Tampere                  | 24-7-2003 | 217ª        |
| 2002     | 55,33 m | Savona                   | 4-5-2002  | 287ª        |
| 2001     | 52,80 m | Genova                   | 15-9-2001 | 345ª        |

## Palmarès
| Anno | Manifestazione          | Sede       | Evento              | Risultato      | Misura  | Note   |
| ---- | ----------------------- | ---------- | ------------------- | -------------- | ------- | ------ |
| 2001 | Mondiali allievi        | Debrecen   | Lancio del martello | 22ª            | 45,28 m | [ 30 ] |
| 2002 | Gymnasiadi              | Caen       | Lancio del martello | 7ª             | 52,65 m | [ 31 ] |
| 2003 | Europei juniores        | Tampere    | Lancio del martello | 10ª            | 56,14 m | [ 32 ] |
| 2004 | Mondiali juniores       | Grosseto   | Lancio del martello | 12ª            | 53,76 m | [ 30 ] |
| 2005 | Europei under 23        | Erfurt     | Lancio del martello | 13ª            | 59,59 m | [ 33 ] |
| 2006 | Europei                 | Göteborg   | Lancio del martello | 28ª            | 61,69 m | [ 34 ] |
| 2007 | Europei under 23        | Debrecen   | Lancio del martello | 4ª             | 64,92 m | [ 35 ] |
| 2007 | Universiadi             | Bangkok    | Lancio del martello | 9ª             | 62,18 m | [ 35 ] |
| 2008 | Olimpiadi               | Pechino    | Lancio del martello | 42ª            | 62,28 m | [ 36 ] |
| 2009 | Giochi del Mediterraneo | Pescara    | Lancio del martello | Oro            | 70,39 m | [ 37 ] |
| 2009 | Universiadi             | Belgrado   | Lancio del martello | 5ª             | 68,74 m | [ 37 ] |
| 2009 | Mondiali                | Berlino    | Lancio del martello | 16ª (q)        | 68,55 m | [ 37 ] |
| 2010 | Europei                 | Barcellona | Lancio del martello | 6ª             | 68,85 m | [ 38 ] |
| 2011 | Mondiali                | Taegu      | Lancio del martello | 8ª             | 69,88 m | [ 30 ] |
| 2012 | Europei                 | Helsinki   | Lancio del martello | Qualificazione | nm      | [ 39 ] |
| 2012 | Olimpiadi               | Londra     | Lancio del martello | 36ª            | 10,84 m | [ 9 ]  |
| 2013 | Giochi del Mediterraneo | Mersin     | Lancio del martello | Bronzo         | 62,52 m | [ 40 ] |
| 2015 | Mondiali                | Pechino    | Lancio del martello | 24ª (q)        | 66,80 m |        |

## Campionati nazionali
- 4 volte campionessa assoluta nel lancio del martello (2010, 2011, 2012, 2015)
- 6 volte campionessa invernale nel lancio del martello (2009, 2010, 2011, 2012, 2014, 2015)
- 3 volte campionessa universitaria nel lancio del martello (2008, 2009, 2012)
- 2 volte campionessa promesse nel lancio del martello (2005, 2007)
- 3 volte campionessa promesse invernale nel lancio del martello (2005, 2006, 2007)
- 2 volte campionessa juniores invernale nel lancio del martello (2003, 2004)
- 1 volta campionessa juniores nel lancio del martello (2003)
- 1 volta campionessa allieve invernale nel lancio del martello (2002)
- 1 volta campionessa allieve nel lancio del martello (2001)

2001
- Argento ai Campionati italiani assoluti e giovanili invernali di lanci, (Pietrasanta), lancio del martello - 45,38 m (allieve)[41]
- Oro ai Campionati italiani allievi e allieve, (Fano), lancio del martello - 56,89 m[42]

2002
- Oro ai Campionati italiani assoluti e giovanili invernali di lanci, (Ascoli Piceno), lancio del martello - 52,44 m (allieve)[43]
- 5ª ai Campionati italiani assoluti, (Viareggio), lancio del martello - 55,23 m[44]
- Argento ai Campionati italiani allievi e allieve, (Torino), lancio del martello - 50,33 m[45]

2003
- Oro ai Campionati italiani assoluti e giovanili invernali di lanci, (Gioia Tauro), lancio del martello - 57,09 m (juniores)[46]
- Oro ai Campionati italiani juniores e promesse, (Grosseto), lancio del martello - 54,17 m[47]

2004
- Oro ai Campionati italiani assoluti e giovanili invernali di lanci, (Ascoli Piceno), lancio del martello - 61,70 m (juniores)[48]

2005
- Bronzo ai Campionati italiani assoluti e giovanili invernali di lanci, (Vigna di Valle), lancio del martello - 63,67 m[49]
- Oro ai Campionati italiani assoluti e giovanili invernali di lanci, (Vigna di Valle), lancio del martello - 63,67 m (promesse)[49]
- Oro ai Campionati italiani juniores e promesse, (Grosseto), lancio del martello - 64,13 m[49]
- Bronzo ai Campionati italiani assoluti, (Bressanone), lancio del martello - 64,67 m[49]

2006
- Bronzo ai Campionati italiani assoluti e giovanili invernali di lanci, (Ascoli Piceno), lancio del martello - 63,61 m[50]
- Oro ai Campionati italiani assoluti e giovanili invernali di lanci, (Ascoli Piceno), lancio del martello - 63,61 m (promesse)[50]
- Bronzo ai Campionati italiani assoluti, (Torino), lancio del martello - 62,52 m[51]

2007
- Bronzo ai Campionati italiani assoluti e giovanili invernali di lanci, (Bari), lancio del martello - 64,46 m[52]
- Oro ai Campionati italiani invernali assoluti e giovanili di lanci, (Bari), lancio del martello - 64,46 m (promesse)[52]
- Argento ai Campionati nazionali universitari, (Jesolo), lancio del martello - 63,92 m[53]
- Argento ai Campionati italiani assoluti, (Padova), lancio del martello - 66,19 m[54]
- Oro ai Campionati italiani juniores e promesse, (Bressanone), lancio del martello - 65,87 m[55]

2008
- Argento ai Campionati italiani invernali di lanci, (San Benedetto del Tronto), lancio del martello - 66,84 m[56]
- Oro ai Campionati nazionali universitari, (Pisa), lancio del martello - 69,67 m[57]
- Argento ai Campionati italiani assoluti, (Cagliari), lancio del martello - 69,72 m[58]

2009
- Oro ai Campionati italiani invernali di lanci, (Bari), lancio del martello - 67,63 m[59]
- Oro ai Campionati nazionali universitari, (Lignano Sabbiadoro), lancio del martello - 68,53 m[60]
- Argento ai Campionati italiani assoluti, (Milano), lancio del martello - 68,59 m[61]

2010
- Oro ai Campionati italiani invernali di lanci, (San Benedetto del Tronto), lancio del martello - 71,25 m[62]
- Oro ai Campionati italiani assoluti, (Grosseto), lancio del martello - 70,23 m[63]

2011
- Oro ai Campionati italiani invernali di lanci, (Viterbo), lancio del martello - 67,45 m[64]
- Oro ai Campionati italiani assoluti, (Torino), lancio del martello - 69,57 m[65]

2012
- Oro ai Campionati italiani invernali di lanci, (Lucca), lancio del martello - 70,20 m[66]
- Oro ai Campionati nazionali universitari, (Messina), lancio del martello - 65,15 m[67]
- Oro ai Campionati italiani assoluti, (Bressanone), lancio del martello - 70,18 m[68]

2014
- Oro ai Campionati italiani invernali di lanci, (Lucca), lancio del martello - 70,48 m[69]

2015
- Oro ai Campionati italiani invernali di lanci (Lucca), lancio del martello - 69,36 m[70]
- Oro ai Campionati italiani assoluti (Torino), lancio del martello - 67,51 m[71]

## Altre competizioni internazionali
2008
- 7ª nella Coppa Europa invernale di lanci, ( Spalato), lancio del martello - 67,17 m[36]
- 5ª nella Coppa Europa, ( Annecy), lancio del martello - 70,05 m[36]
- 5ª al Meeting Internazionale Città di Rieti, ( Rieti), lancio del martello - 69,59 m[72]

2009
- Bronzo nella Coppa Europa invernale di lanci, ( Los Realejos), lancio del martello - 71,77 m[37]

2010
- Argento nella Coppa Europa invernale di lanci, ( Arles), lancio del martello - 69,43 m[38]
- 5ª al Meeting Grand Prix IAAF de Dakar, ( Dakar), lancio del martello - 68,36 m[73]

2011
- 6ª nella Coppa Europa invernale di lanci ( Sofia), lancio del martello - 68,58 m[74]
- 8ª nell'Europeo per nazioni, ( Stoccolma), lancio del martello - 66,55 m[75]

2012
- 9ª nella Coppa Europa invernale di lanci, ( Antivari), lancio del martello - 65,66 m[39]

2013
- 7ª nell'Europeo per nazioni, ( Gateshead), lancio del martello - 64,76 m[40]

2014
- 4ª in Coppa Europa invernale di lanci ( Leiria), lancio del martello - 68,75 m[76]
- 5ª nell'Europeo per nazioni, ( Braunschweig), lancio del martello - 67,98 m[77]

2015
- 7ª in Coppa Europa invernale di lanci, ( Leiria), lancio del martello - 68,85 m[78]

## Opere
- Silvia Salis, La bambina più forte del mondo, Salani, 2022, ISBN 9788831011358